# Saitone
Saitone(サイトーン）は、日本のチップチューンミュージシャン。国内のチップチューンシーンにおいて、早くから活動してきた一人。
主にゲームボーイやELEKTRON社のSID STATIONを使用した楽曲を製作している。エレクトロニカを軸に、複雑に組み合わさった曲構成や、曲間の隙間を強調する作風が特徴。本人は自分の作風をチップトロニカと称している。
Saitoneの楽曲をきっかけにしてチップチューンを始めた人も多く存在する。
チップチューンというジャンル以外にもレイ・ハラカミやU-zhaan等の
ミュージシャン達とも親交がある。

## ディスコグラフィー

### オムニバス、リミックス参加作品
- pop'n music 13 カーニバル
- 8bitpeoples "8BP050"
- 月面兎兵器ミーナ　チップチューンコレクション
- 鉄コン筋クリートRemixアルバム「鉄筋コンクリート」
- Holy 8bit Night
- PSYVARIAR（サイヴァリア） "THE MIX"
- squarewave surfers memory of 8bit
- KILL CLUB#1
- Holy 8bit Night
- squarewave surfers ~ memory of 8bit
- チップチューンド・ロックマン
- VARO plus remixies
- iTunes配信　Thriller & Smooth Criminal
- U-zhaan × rei harakami　川越ランデヴー おかわり。
- U-zhaan × rei harakami　川越ランデヴーの世界
- 8BIT MUSIC POWER
- 8BIT MUSIC POWER ENCORE

### シングル
- Thriller 8bit tribute mix
- Smooth Criminal 8bit tribute mix
- 銀色の火（松本零士書き下ろし携帯コミックのイメージソング)

### アルバム
- Overlapping Spiral　(GEMMATIKA Records、RSCG-1045、2008年12月3日)